# Westboro (Misuri)
Westboro es una ciudad ubicada en el condado de Atchison en el estado estadounidense de Misuri. En el Censo de 2010 tenía una población de 141 habitantes y una densidad poblacional de 215,18 personas por km².

## Geografía
Westboro se encuentra ubicada en las coordenadas 40°32′6″N 95°19′16″O / 40.53500, -95.32111. Según la Oficina del Censo de los Estados Unidos, Westboro tiene una superficie total de 0.66 km², de la cual 0.66 km² corresponden a tierra firme y (0%) 0 km² es agua.

## Demografía
Según el censo de 2010, había 141 personas residiendo en Westboro. La densidad de población era de 215,18 hab./km². De los 141 habitantes, Westboro estaba compuesto por el 100% blancos, el 0% eran afroamericanos, el 0% eran amerindios, el 0% eran asiáticos, el 0% eran isleños del Pacífico, el 0% eran de otras razas y el 0% pertenecían a dos o más razas. Del total de la población el 2.13% eran hispanos o latinos de cualquier raza.